# Courtelary
Courtelary – gmina (niem. Einwohnergemeinde) w północno-zachodniej Szwajcarii, w kantonie Berno, w regionie administracyjnym Berner Jura, siedziba okręgu Berner Jura. 31 grudnia 2020 roku liczyła 1 405 mieszkańców. 

## Transport
Przez teren gminy przebiega droga główna nr 30. W Courtelary znajduje się lotnisko.